# Bloccaggio coulombiano
In fisica con blocco coulombiano  (traduzione dall'inglese Coulomb blockade che ha come acronimo CB) si indica l'incremento della resistenza elettrica per piccole differenze di potenziale di un dispositivo elettronico di piccola capacità elettrica.  A causa del CB, la resistenza elettrica di alcuni dispositivi è non costante a bassa tensione di alimentazione e diventa molto grande, quasi infinita, per alcuni valori di polarizzazione
(cioè non scorre nessuna corrente). In genere tali fenomeni si osservano quando i dispositivi sono molto piccoli (pochi nm) ad esempio
nei quantum dots. Se il dispositivo è abbastanza piccolo la presenza di un elettrone all'interno del dispositivo crea una forte repulsione coulombiana che impedisce l'ingresso di altri elettroni ( e quindi la corrente circolante va a zero). La caratteristica corrente-tensione invece di essere una retta, come nel caso della legge di Ohm, è più simile ad una scalinata.

## Blocco coulombiano in una giunzione tunnel
La giunzione tunnel è, nella sua forma più semplice, una sottile barriera isolante tra due elettrodi conduttori. Se gli elettrodi sono superconduttori, le coppie di Cooper (con una carica elementare di due elettroni) trasportano la corrente.
Se invece gli elettrodi sono fatti di metalli normali (non superconduttori) i portatori di carica della corrente sono gli elettroni.
In elettrodinamica classica, nessuna corrente può scorrere attraverso una barriera isolante. Al contrario, secondo le leggi della meccanica quantistica,  se la barriera è sufficientemente sottile vi è una probabilità non nulla che un portatore di carica (elettrone o coppia di Cooper) attraversi la barriera per effetto tunnel. Quando è applicata una tensione di polarizzazione vi sarà una corrente di tunnel proporzionale alla tensione applicata. Ma a differenza della legge di Ohm la resistenza della giunzione dipende esponenzialmente dallo spessore della barriera (mentre nella legge di Ohm la resistenza dipende inversamente dallo spessore dell'isolante non perfetto). In pratica solo per barriere di pochi nanometri è possibile osservare una corrente di tunnel.
Due conduttori separati da un isolante hanno non solo resistenza di tunnel, ma anche una capacità finita. Se la capacità è sufficientemente piccola la quantizzazione della carica influisce sulla elettrodinamica del dispositivo.
A causa della quantizzazione della carica elettrica la corrente attraverso una giunzione tunnel è una serie di eventi in cui esattamente
un portatore di carica passa attraverso la barriera tunnel (trascurando il fatto che possano passare simultaneamente due portatori di carica). 
Quando la capacità della giunzione ha acquistato una carica elementare attraverso il tunneling, si sviluppa tra i due elettrodi una differenza di potenziale {\displaystyle DV=e/C\ }, dove  {\displaystyle e} è la carica elementare di 1.6×10−19 coulomb e {\displaystyle C} la capacità della giunzione. Se la capacità è abbastanza piccola (frazioni di fF) la differenza di potenziale sviluppata può essere tanto grande da impedire il tunneling di un altro elettrone. Quindi per alcuni valori della tensione di polarizzazione (in genere basse tensioni) la corrente circolante è soppressa .  Per tali valori della tensione di polarizzazione si ha un aumento vistoso della resistenza differenziale tale fenomeno è chiamato blocco coulombiano.

## Realizzazione fisica
Per potere osservare il fenomeno del CB la temperatura deve essere sufficientemente bassa, in maniera che l'energia necessaria per aggiungere un elettrone alla giunzione sia molto maggiore dell'energia termica:
{\displaystyle {\frac {e^{2}}{2C}}\gg k_{B}T\ }
dove {\displaystyle k_{B}\ } è la costante di Boltzmann e {\displaystyle T\ }  la temperatura.

Schema di un transistor a singolo elettrone.

Fino a qualche anno fa non era possibile fabbricare giunzione con capacità inferiore a 1 femtofarad (10−15 farad) questo costringeva a osservare CB solo a temperature inferiori a 1 K. Tale temperatura può essere ottenuta con refrigeratori a diluizione, ma rappresenta una chiara difficoltà sperimentale. Attualmente con quantum dots
di solo pochi nanometri, CB è stata osservata a temperature maggiori, fino a temperatura ambiente.
Per fare una giunzione tunnel nella geometria di un condensatore a facce piane con una capacità dell'ordine di grandezza di 1 femtofarad, usando
un ossido di costante dielettrica relativa di 10 e spessore 1 nm, bisogna fabbricare elettrodi con dimensioni di circa 100x100 nm. Negli anni '70 la litografia elettronica non permetteva di fabbricare in maniera riproducibile aree così piccole, tuttavia mediante una particolare tecnica di evaporazione in quegli anni è stata messa a punto una tecnica che sfruttando l'ombra di un ponte sospeso permetteva la realizzazione di tali dispositivi, tale tecnologia ancora viene utilizzata nei laboratori di ricerca. Ma già nel 2005 realizzare su larga scala di integrazione dispositivo con dimensioni tipiche di 90 nm era normale. Quindi, più recentemente , è stato possibile l'integrazione di quantum dots con tecniche della microelettronica com i processi dei CMOS, cioè è stato possibile dimostrare che è possibile la produzione di massa di transistor a elettrone singolo con dimensione del canale inferiori a 20 nm x 20 nm.

## Transistor a singolo elettrone

Da sinistra a destra: livelli di energia del source, isola e drain in un transistor a singolo elettrone nello stato di blocco (parte superiore) e in trasmissione (parte inferiore).

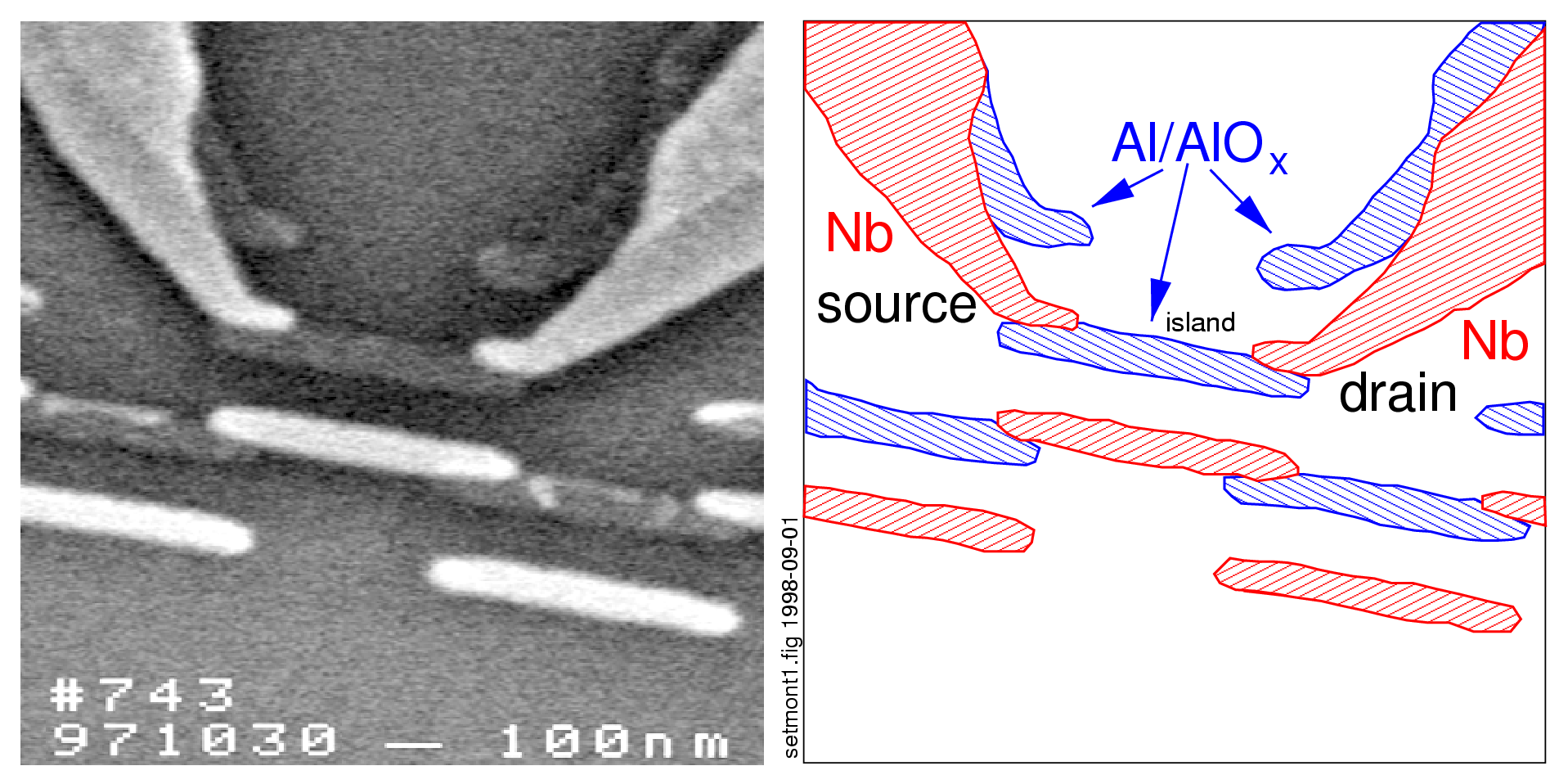
Transistor a singolo elettrone superconduttore fili di Niobio e isola di Alluminio.

Il più semplice dispositivo in cui l'effetto di Coulomb blockade può essere osservato è il cosiddetto Transistor a singolo elettrone, per cui spesso viene usato l'acronimo SET dall'inglese single-electron transistor. In realtà è più simile a un dispositivo ad effetto di campo
quale il MOSFET e i nomi dati alle varie parti sono proprio tratti dalla nomenclatura usata per tali dispositivi. Il dispositivo mostrato in figura consiste di due elettrodi conosciuti come drain e source, connessi attraverso giunzioni tunnel a un comune elettrodo con 
capacità propria, indicato nella figura come QD (quantum dot), in realtà è un conduttore isolato che chiameremo isola. Il potenziale a cui si porta l'isola è dipendente da quello di un terzo elettrodo conosciuto come gate, che è connesso solo capacitativamente all'isola (non vi è nessuna corrente di tunnel tra di loro). La caratteristica corrente tensione è periodica tra una corrente massima (conduzione) e minima (blocco) con una periodicità data esattamente dalla carica elementare indotta nel conduttore isolato.
Nello stato di blocco non vi sono livelli di energia accessibili (per questo l'elettrone sul source è disegnato rosso). Tutti gli altri livelli
di energia minore sull'isola sono occupati. Quando viene applicato un potenziale positivo al gate i livelli energetici sull'isola si abbassano, quindi l'elettrone è disegnato in verde sul source in quanto può per effetto tunnel andare sul livello che era libero precedentemente ma irraggiungibile ed essere raccolto dal drain.
La spaziatura dei livelli in energia è pari a:
{\displaystyle \Delta E={\frac {e^{2}}{C}}.}
Per avere blocco coulombiano sono necessarie le seguenti condizioni:
1. La tensione di polarizzazione deve essere più piccola della carica elementare divisa la capacità propria dell'isola {\displaystyle V_{\text{pol}}<{\frac {e}{C}}} ;
2. L'energia termica {\displaystyle k_{B}T,} deve essere molto inferiore all'energia di carica: {\displaystyle k_{B}T\ll {\frac {e^{2}}{2C}},} per evitare che durante il bloccaggioo l'eccitazione termica possa svuotare i livelli pieni inferiori e quindi permettere il passaggio di corrente.
3. Le capacità delle giunzioni tunnel isola "source" e isola "drain" debbono essere piccole rispetto alla capacità propria dell'isola. L'effetto di tali capacità è di aumentare la capacità effettiva dell'isola.
4. La resistenza di tunnel, {\displaystyle R_{t},} deve essere maggiore di {\displaystyle {\frac {h}{e^{2}}},} a causa del principio di indeterminazione di Heisenberg[5].